# Aquilonia (korporacja akademicka)

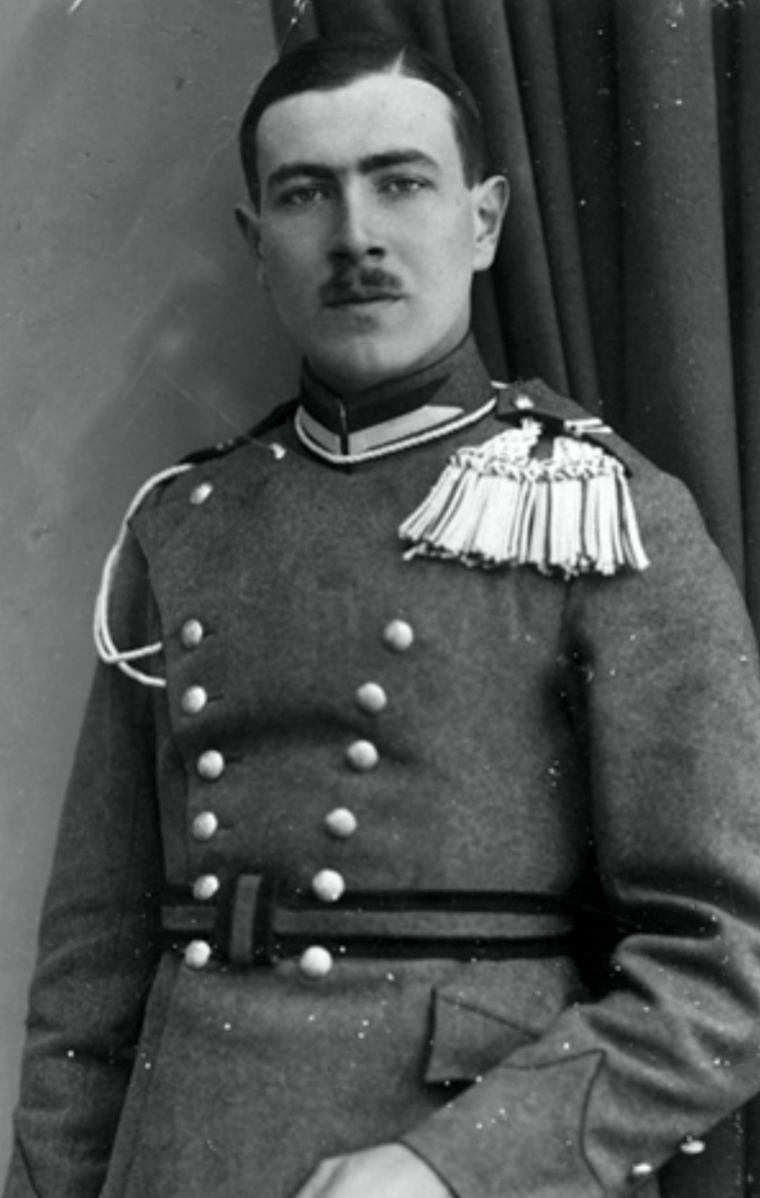
Adam Doruchowski – pierwszy prezes Aquilonii.

Polska Korporacja Akademicka Aquilonia – korporacja akademicka utworzona 9 marca 1915 roku w Warszawie przez grupę absolwentów Gimnazjum im. Jana Zamoyskiego, początkowo pod nazwą „Orzeł Biały”. Bez korelacji z pierwotną Aquilonią, założoną 9 marca 1915 roku przez grupę 11. studentów Kursów Przemysłowo-Rolniczych (późniejsza SGGW) w Warszawie, korporacja przyjęła nazwę „Aquilonia” pod koniec 1921 roku. Działalność pierwszej Aquilonii zakończyła się latem 1915 roku po wkroczeniu wojsk niemieckich do Warszawy. Pierwszym prezesem Aquilonii z 1915 roku został Adam Doruchowski, syn założyciela ryskiej korporacji  Arkonia.
W skład pierwszego Prezydium weszli:
- prezes – Adam Doruchowski
- wiceprezes – Andrzej Rawita-Ostrowski
- sekretarz – Witold Piędzicki
- skarbnik – Konstanty Komierowski.

W 1922 roku Aquilonia została członkiem Związku Polskich Korporacji Akademickich (ZPK!A) i aktywnie w nim działa do chwili obecnej. Korporacja kandydowała do Związku przy K! Sarmatia. W 1925 roku członkowie pierwszej Aquilonii nawiązali kontakty z członkami drugiej, niezależnie powstałej Aquilonii z 1921 roku. Na komersie 12 lutego 1925 roku doszło do podpisania aktu unifikacji obu korporacji. Po tym wydarzeniu nowopowstała Aquilonia przyjęła w poczet członków założycieli pierwotnej Aquilonii z 1915 roku, kontynuując w ten sposób jej tradycje i ideały. W czasach II Rzeczypospolitej Aquilonia należała do najbardziej aktywnych i znanych w środowisku akademickim Warszawy i całej Polski. Do znanych działaczy akademickich tamtego okresu należeli: Aleksander Heinrich – prezes Związku Narodowego Polskiej Młodzieży Akademickiej, Władysław Kempfi – prezes Ogólnopolskiego Związku Bratnich Pomocy, Mieczysław Jerzy Pączkowski – prezes ZPK!A oraz Jerzy Czarkowski i Władysław Dunin-Borkowski. W okresie PRL korporacja nie mogła prowadzić normalnej działalności na uczelniach. Do oficjalnej reaktywacji za zgodą i przy współudziale przedwojennych członków doszło 5 listopada 1994. W latach 1915–1939 do Aquilonii należało 177 osób.
Korporacja związana jest braterskimi kartelami z korporacjami: Baltią (od 1925 r.) i ZAG Wisłą (od 1928 r.).

## Insygnia i odznaki
- Dewiza P.K!A. Aquilonia – "Omnia pro Patria"
- Barwy – w pierwszym okresie błękitno-białe, a po odrodzeniu w 1921 r. wiśniowo-biało-błękitne. Symbolizują one: miłość Ojczyzny (wiśniowa), prawdę (biała) i stałość (błękitna).
- Herb – trójpolowa tarcza na której umieszczone są symbole: na polu wiśniowym – monogram hasła: Vivat Aquilonia, na polu białym – cyrkiel Aquilonii, a na polu błękitnym – wieniec laurowy z mieczem.
- Cyrkiel – monogram hasła: Aquilonia vivat, crescat, floreat in aeternum!
- Sztandar – trójbawny, złożony z trzech równych poziomych pasów w barwach: wiśniowa, biała, błękitna.

## Ideologia
Ze Statutu K!:
1. Korporacja jest stowarzyszeniem ideowo-wychowawczym polskiej młodzieży akademickiej, mającym na celu, przez współpracę w ścisłym gronie kolegów-przyjaciół, przygotowanie swych członków do pracy obywatelskiej dla dobra ojczyzny.
2. Korporacja jest stowarzyszeniem apartyjnym, opartym na zasadach etyki katolickiej i tradycji narodowej.
Fragment Deklaracji Ideowej:
Naród, jako zespół ludzi wszelkich stanów i klas, wszelkiej kondycji i znaczenia, z łona jednej matki – ziemi zrodzonych, jedną porozumiewających się mową, wspólnie noszących w sercu po przodkach odziedziczone, a potomnym przekazywane umiłowania i tradycje, wspólne ideały i pragnienia – to dobro najwyższe, któremu Aquilonia i Aquilon każdy służyć myślą i sercem, czynem i krwią, aż do ostatniego tchnienia pragnie i poprzysięga.
Wszelka z Jego potrzeby wynikająca ofiara, poświęcenie wszelkie na Jego ołtarzu składane, jest obowiązkiem Aquilonii i Aquilona, a interes Narodu rozumnie pojęty, nieodzownym nakazem.
Członkami Aquilonii byli m.in.:
- Kazimierz Drecki (ur. 20 lutego 1895 (lub 4 marca 1895) w majątku Zofiówka, woj. lubelskie, zm. wiosną 1940 w Katyniu) – porucznik w stanie spoczynku broni pancernej Wojska Polskiego, ziemianin, ofiara zbrodni katyńskiej.
- prof. Bogusław Dunin-Borkowski, (1911-2000) – farmaceuta, dr honoris causa Akademii Medycznej w Poznaniu
- dr Jan Glinka, (1890-1963) – dr nauk humanistycznych, historyk Białegostoku i regionu
- Aleksander Heinrich, (1901-1942) – prawnik, prezes Związku Narodowego Polskiej Młodzieży Akademickiej
- prof. Aleksander Jackowski, (1869-1949) – adwokat, rektor Szkoły Głównej Handlowej
- prof. Jan Jacoby, (1909-2003) – dziennikarz, światowej sławy reżyser filmu naukowego
- Zygmunt Jarmicki, (1909-1982) – inż. mechanik, prezes Kongresu Polonii Kanadyjskiej
- prof. Eugeniusz Jarra, (1881-1973) – historyk filozofii prawa i myśli politycznej, prawnik, dziekan Wydziału Prawa Uniwersytetu Warszawskiego, wykładowca Uniwersytetu Oksfordzkiego, działacz polonijny
- Edward Kemnitz, (1907-2002) – prawnik i ekonomista, komendant Okręgu Pomorskiego NSZ, odznaczony medalem Sprawiedliwy wśród Narodów Świata
- Jerzy Daniel Kędzierski, (1902-1981) – inż. architekt, d-ca Kompanii "Supraśl" w Batalionie Łukasiński w powstaniu warszawskim
- prof. Tadeusz Kosiewicz, (1908-1980) – inż. mechanik, dziekan Wydziału Samochodów i Ciągników Politechniki Warszawskiej
- Stefan Łochtin, (1911-1962) – dziennikarz, publicysta i redaktor prasy narodowej
- Witold Łyżwiński, (1909-1945) – adwokat, d-ca I Kompanii w Batalionie "Gozdawa" w powstaniu warszawskim
- dr Andrzej Marchwiński, (1905-1946) – dr nauk ekonomicznych, dyrektor Izby Przemysłowo-Handlowej, pracownik MSZ
- Zbigniew Stypułkowski, (1904-1979) – adwokat, polityk Stronnictwa Narodowego, jeden z szesnastu przywódców polskiego Państwa Podziemnego aresztowanych przez Sowietów
- prof. Wiktor Sudra, (1907-1987) – inż. mechanik, pracownik naukowy Politechniki Warszawskiej
- ks. arcybiskup Antoni Szlagowski, (1864-1956) – dr teologii, rektor Uniwersytetu Warszawskiego
- prof. Władysław Tatarkiewicz, (1886-1980) – znany polski filozof i historyk filozofii
- dr Wojciech Wasiutyński, (1910-1994) – dr prawa, publicysta katolicko-narodowy

Przy Aquilonii kandydowały do ZPK!A:
- K! Wandeja (1922)
- K! Aleteja (1925)